# Wutong, Chongqing
Wutong (kinesiska: 五通) är en socken i sydvästra Kina. Den ligger i stadsdistriktet Kaizhou i storstadsområdet Chongqing,  omkring 210 kilometer nordost om det centrala stadsdistriktet Yuzhong. Antalet invånare är 5 530. Befolkningen består av 2 717 kvinnor och 2 813 män. Barn under 15 år utgör 23,0 %, vuxna 15-64 år 58 %, och äldre över 65 år 17,0 %.